# (15804) Yenisei
(15804) Yenisei est un astéroïde de la ceinture principale.

## Description
(15804) Yenisei est un astéroïde de la ceinture principale. Il fut découvert le 9 mars 1994 à Caussols par Eric Walter Elst. Il présente une orbite caractérisée par un demi-grand axe de 2,74 UA, une excentricité de 0,05 et une inclinaison de 6,3° par rapport à l'écliptique.

## Compléments